# 剑履上殿
剑履上殿最初是中國古代皇帝对大臣的特殊待遇，即上殿时不脱履，並且攜帶剑。後來剑履上殿演變成权臣的待遇。

## 歷史
秦國以及後來的秦朝當局出于安全考虑，禁止大臣在朝堂之上佩带兵器。漢朝建立初期並沒有沿用秦朝的規矩，因而朝会时经常出现大臣醉酒後拔剑砍柱子的场面。后来刘邦在叔孙通的建议下开始制定規矩，规范大臣们的行为，因而只有三公、权臣允許戴劍上朝。劉邦在位時期允許萧何可以戴劍上朝並且上朝時不用脫鞋。後來的田千秋以及董卓、曹操也有這一待遇。魏晋时剑履上殿这一做法繼續沿用，例如鍾繇、司马懿、司马师、司马昭、何曾以及王导都有過這一待遇。